# لي دي فورست
لي دي فورست (بالإنجليزية: Lee de Forest)‏ (26 أغسطس 1873- 30 يونيو 1961) مخترع أمريكي يعد أحد اغزر مخترعي القرن العشرين بـ 180 اختراعا  وصف نفسه بأنه أبو الراديو ورائد تطوير الصوت في أفلام الصور المتحركة. كان يملك 180 براءة اختراع، ولكن مسيرته المهنية كانت صاخبة، إذ تفاخر أنه صنع وخسر ثروته لأربع مرات. كان أيضًا منخرطًا في عدة دعاوى كبرى تخص براءات الاختراع، وأنفق جزءًا مهمًا من دخله على الفواتير القانونية، حتى أنه أدين (وأعلنت براءته) بالاحتيال البريدي. لعل أشهر اختراعاته هو الصمام المفرغ الثلاثي (الأوديون ثلاثي العناصر) عام 1906، وهو أول جهاز تضخيم عملي. على الرغم من أن دي فورست كان يعلم القليل عن كيفية عمل الجهاز، كان اختراع هذا الجهاز حجر الأساس في حقل الإلكترونيات، ما جعل البث الإذاعي أمرًا ممكنًا بالإضافة إلى خطوط الهاتف لمسافة طويلة والأفلام غير الصامتة من بين تطبيقات أخرى لا حصر لها.
بعد توماس إديسون.ولد فورست في كونسل بلافز آيوا لاب يتقلد منصب وزير الكنسيسة المذهبية الموحدة وترعرع في ألاباما. كان له يد طولى في حقل الصمامات المفرغة حيث ابتكر المصوات في عام 1906 وهو انبوب مزدوج الأطراف ككاشف يكبر الإشارات ويحول موجات الإذاعة إلى موجات صونية يمكن سماعها.ويعمل أيضا كمذبذب للبث.واستعملته إي تي أند تي بناء شبكة الهاتف بطول أمريكا وعرضها، واستعمل كذلك في أوائل المذياعات التلفازات الحواسيب. وخلف المصوات (قرين الثنائي) الصمام الثلاثي (قرين المقحل) وهو من بنات افكاره.ومن أهم انجازاته ادخال الصوت على الصور المتحركة لأول مرة.تحرز فورست على شهادة الدكتوراه في الفلسفة من كلية شيفيلد العلمية بجماعة يال بأطروحة أكاديمية كان عنوانها انعكاس الموجات الهرتيزية عند نهاية الأسلاك المتوازية.عمل في شركة كهرباء الغربية وعدة شركات أخرى قبل أن يستقل بذاته.نجح في تركيب جهاز إبراق لاسلكي لفائدة البحرية الأمريكية.وقضى آخر 30 سنة من عمره في استوديوهات هوليود حيث حاز جائزة الأوسكار. حاول فورست ذات مرة الاحتيال على ريجنالد فيسندن ونسبة الصمام السائل لتثبيت التيار إليه لكن المحكمة بعد ثلاث جلسات بانتهاك براءة الاختراع وردت الاختراع لفيسندن. كما اقامت عليه المحكمة قضية بدعوى تلاعبه بأسعار اسهم شركته مع شريكيه. لكن هيئة المحلفين برأته واثبتت التهمة على شريكيه. كما تداعى هو وأدوين هاوارد آرمسترونغ عند المحكمة على براءة اختراع المصوات. حيث حكمت المحكمة لمصلحته لكن التقنيين لم يقطعوا بصحة هذا الحكم.

## بدايات حياته
ولد دي فورست عام 1873 في كونسيل بلافس في آيوا، وهو ابن آنا مارغريت (كنيتها قبل الزواج روبينز) وهنري سويفت دي فورست. كان دي فورست سليلًا مباشرًا لجيسيه دي فورست، قائد مجموعة الوالون الهوغونوتيون الذين فروا من أوروبا في القرن السابع عشر بسبب الاضطهاد الديني.
كان وال دي فورست كاهنًا أبرشيًا، والذي أمل في أن يصبح ابنه قسيسًا. أصبح والد دي فورست عام 1879 رئيس كلية تالاديغا التابعة للجمعية الأمريكية للتبشير في تالاديغا بولاية ألاباما، وهي كلية مفتوحة أمام الجنسين بصرف النظر عن الطائفة أو العرق أو اللون، كانت المدرسة تُعلم بشكل أساسي الأمريكيين الأفارقة. استاء العديد من سكان المنطقة المحليين من الكلية وما تقوم به، وأمضى لي معظم شبابه معزولًا عن مجتمع البيض، مع عدة أصدقاء مقربين من الأطفال السود في المنطقة.
جهز دي فورست نفسه لدخول الكلية بالتحاقه بمدرسة ماونت هيرمون للبنين في منطقة ماونت هيرمون بماساشوستس، إذ أكمل فيها عامين بدايةً من 1891. انخرط دي فورست عام 1893 في دورة دراسية مدتها ثلاث سنوات للدراسة في كلية شيفيلد العلمية بجامعة ييل في نيو هافين بكونيتيكت، بمنحة دراسية تعطيه 300 دولار في السنة، أسِست هذه المنحة لصالح أقارب دافيد دي فورست. واقتناعًا منه بأنه كان مقدرًا له أن يصبح مخترعًا وثريًا وغنيًا، ومعاناته شحًا دائمًا في التمويل، سعى إلى جذب اهتمام الشركات بمجموعة من الأجهزة والألغاز التي ابتكرها، كما قدم مقالات في مسابقات الجوائز، وكان كل ذلك دون نجاح يذكر.
بعد إكماله لدراسته الجامعية، بدأ دي فورست عام 1896 بالدراسات العليا التي تتطلب ثلاث سنوات. ومع ذلك، كان لتجاربه الكهربائية ميل إلى تفجير الفواصم ما يؤدي إلى انفصال الكهرباء عن المبنى برمته. وحتى بعد تحذيره أن يكون حذرًا أكثر، أطفأ المصابيح خلال محاضرة مهمة للبروفيسور تشارلز هاستينغز، والذي استجاب لذلك بطرده من شيفيلد.
مع اندلاع الحرب الإسبانية الأمريكية في عام 1898، التحق دي فورست بميليشيا المتطوعين في ولاية كونيتيكت بصفته نافخًا في البوق، لكن الحرب انتهت وجُند دون مغادرته للولاية. ثم أكمل دراساته في مختبر سلون للفيزياء في جامعة ييل، وحصل على الدكتوراه عام 1899 عن أطروحته بعنوان «انعكاس الموجات الهيرتزية من نهايات الأسلاك الموازية»، تحت إشراف عالم الفيزياء النظرية ويلارد جيبس.

## عمله المبكر على الراديو
كان دي فورست مقتنعًا أن هناك مستقبلًا كبيرًا في مجال الاتصالات الراديوية (عُرفت آنذاك باسم التلغراف اللاسلكي)، لكن الإيطالي غولييلمو ماركوني، الذي حصل على أول براءة اختراع له في عام 1896، حقق بالفعل تقدمًا مثيرًا للإعجاب في كل من أوروبا والولايات المتحدة. كان أحد العيوب في مقاربة ماركوني استخدامه للناقل الترابطي كمستقبل، والذي كان -بينما يوفر التسجيلات الآنية- بطيئًا أيضًا (بعد أن يتلقى كل نقطة أو فاصلة من شيفرة مورس، كان لا بد من نقره لاستعادة العملية) وغير حساس وليس موثوقًا جدًا. كان دي فورست مصممًا على وضع نظام أفضل، بما في ذلك كاشف استعادة ذاتيًا يمكنه استقبال الإرسال عن طريق الأذن، ما يجعله قادرًا على استقبال إشارات أضعف والسماح أيضًا بسرعات إرسال شفرة مورس بشكل أسرع.
بعد إجراء تقصٍّ فاشل حول العمل مع نيكولا تيسلا وماركوني، بدأ دي فورست العمل بمفرده. كانت وظيفته الأولى بعد مغادرته ييل في مختبر الهاتف التابع لشركة الكهرباء الغربية في شيكاغو، إلينوي، وفيها طور أول مستقبل له، والذي استند إلى نتائج توصل إليها عالمان ألمانيان، الدكتور أ. نيوغشوندر والدكتور إيميل أشكيناس. يتكون التصميم الأصلي من مرآة تُشق فيها فتحة مبللة ضيقة خلال الخلفية الفضية. عند توصيل البطارية وجهاز استقبال الهاتف، يتمكن العالمان من سماع تغييرات الصوت استجابةً لنبضات إشارة الراديو. طور دي فورست، إلى جانب إد سميث، وهو زميل في العمل قدم مساعدةً مالية وتقنية، أشكالاً مختلفة أطلقا عليها اسم «المستجيبات».
تلت ذلك سلسلة من الوظائف قصيرة الأجل، بما في ذلك ثلاثة أشهر غير مثمرة مع شركة البروفيسور وارن إس. جونسون للتلغراف اللاسلكي الأمريكية في ميلووكي، بولاية ويسكونسن والعمل محررًا مساعدًا في مجلة ويسترن إليكتريشان في شيكاغو. كان البحث الراديوي أولويته الأساسية، تولى دي فورست منصبًا تعليميًا ليليًا في معهد لويس، ما أعطاه الوقت لإجراء التجارب في معهد آرمور. بحلول عام 1900، باستخدام جهاز إرسال بسلك الإشارة وجهاز الاستقبال الخاص به، وسع دي فورست نطاق الإرسال الخاص به إلى حوالي سبعة كيلومترات. أصبح البروفيسور كلارينس فريمان من معهد آرمور مهتمًا بعمل دي فورست وطور نوعًا جديدًا من أجهزة إرسال الإشارات.
سرعان ما شعر دي فورست بأن سميث وفريمان كانا يعيقانه، لذلك في خريف عام 1901 اتخذ القرار الجريء بالذهاب إلى نيويورك للتنافس مباشرة مع ماركوني في نقل نتائج سباق اليخوت الدولية. اتخذ ماركوني بالفعل ترتيبات لتقديم تقارير إلى وكالة أسوشيتيد بريس، وهو ما فعله بنجاح في مسابقة عام 1899. تعاقد دي فورست على فعل الشيء نفسه مع جمعية ناشري الصحافة.
تحول الجهد المبذول لنقل نتائج السباق إلى فشل كلي تقريبًا. تعطل جهاز الإرسال الذي طوره فريمان، وفي نوبة غضب، ألقاه دي فورست في الماء، وكان لا بد من استبداله بملف إشارة عادي. والأسوأ من ذلك، أن الشركة الأمريكية للهاتف اللاسلكي والتلغراف، التي ادعت ملكيتها لبراءة اختراع آموس دولبير التي حصل عليها عام 1886 للاتصالات اللاسلكية، كانت تحتكر جميع الاتصالات اللاسلكية في الولايات المتحدة، أنشأت جهاز إرسال قويًا. لم يكن لدى أي من هذه الشركات توليف فعال لأجهزة الإرسال الخاصة بها، لذلك لا يمكن إرسال سوى إشارة واحدة في وقت واحد دون التسبب في تداخل متبادل. على الرغم من القيام بمحاولة لجعل الأنظمة الثلاثة تتجنب التداخل من خلال تدوير العمليات على فترات زمنية مدتها خمس دقائق، انهار التوافق ما أدى إلى حدوث فوضى مع تصادم الإرسالات المتزامنة مع بعضها البعض. أشار دي فورست بحزن إلى أنه في ظل هذه الظروف، فإن الاتصال اللاسلكي الناجح الوحيد يتم بواسطة أعلام إشارة ويغ-واغ. (ستكون سباقات اليخوت الدولية لعام 1903 تكرارًا لعام 1901 - عمل ماركوني في وكالة أسوشيتيد بريس، ودي فورست لنقابة الصحافة للناشرين، كما أن الشركة الدولية اللاسلكية غير المنتسبة (التي خلفت شركة الهاتف اللاسلكي والتلغراف الأمريكية في عام 1901) شغلت جهاز إرسال عالي المستوى كان يستخدم في المقام الأول للتفوق على الجهازين الآخرين).

## روابط خارجية
- لي دي فورست على موقع IMDb (الإنجليزية)
- لي دي فورست على موقع الموسوعة البريطانية (الإنجليزية)
- لي دي فورست على موقع مونزينجر (الألمانية)
- لي دي فورست على موقع ميوزك برينز (الإنجليزية)
- لي دي فورست على موقع إن إن دي بي (الإنجليزية)
- لي دي فورست على موقع قاعدة بيانات الفيلم (الإنجليزية)